# 2022 en Tunisie
Chronologie de la Tunisie
- 2018
- 2019
- 2020
- 2021
- 2022
- 2023
- 2024
- 2025
- 2026

Cet article présente les faits marquants de l'année 2022 en Tunisie ou relatifs à la Tunisie.

## Événements
- 13 février : le président Saïed publie le décret présidentiel n°11 pour dissoudre le Conseil supérieur de la magistrature et le remplacer par un nouvel organe provisoire[1],[2].
- 30 mars : 120 députés, sous la présidence du deuxième vice-président de l'assemblée Tarek Fetiti[3], se réunissent lors d'une session virtuelle pour voter la fin des mesures d'exception en vigueur depuis le 25 juillet. Le jour même, Kaïs Saïed dissout le Parlement, ce qu'interdit pourtant la Constitution durant la période où l'état d'exception est appliqué, et menace les députés de poursuites judiciaires[4],[5].
- 16 avril : le Xelo, pétrolier avitailleur battant pavillon de la Guinée équatoriale, construit en 1977[6], fait naufrage le 16 avril 2022 dans le golfe de Gabès, en Tunisie. Les sept membres d'équipage sont évacués, mais l'évènement ne conduit pas à une catastrophe écologique.
- 26 avril : annonce, par Ahmed Nejib Chebbi, de la création d’un Front de salut national destiné à rétablir le processus démocratique[7].

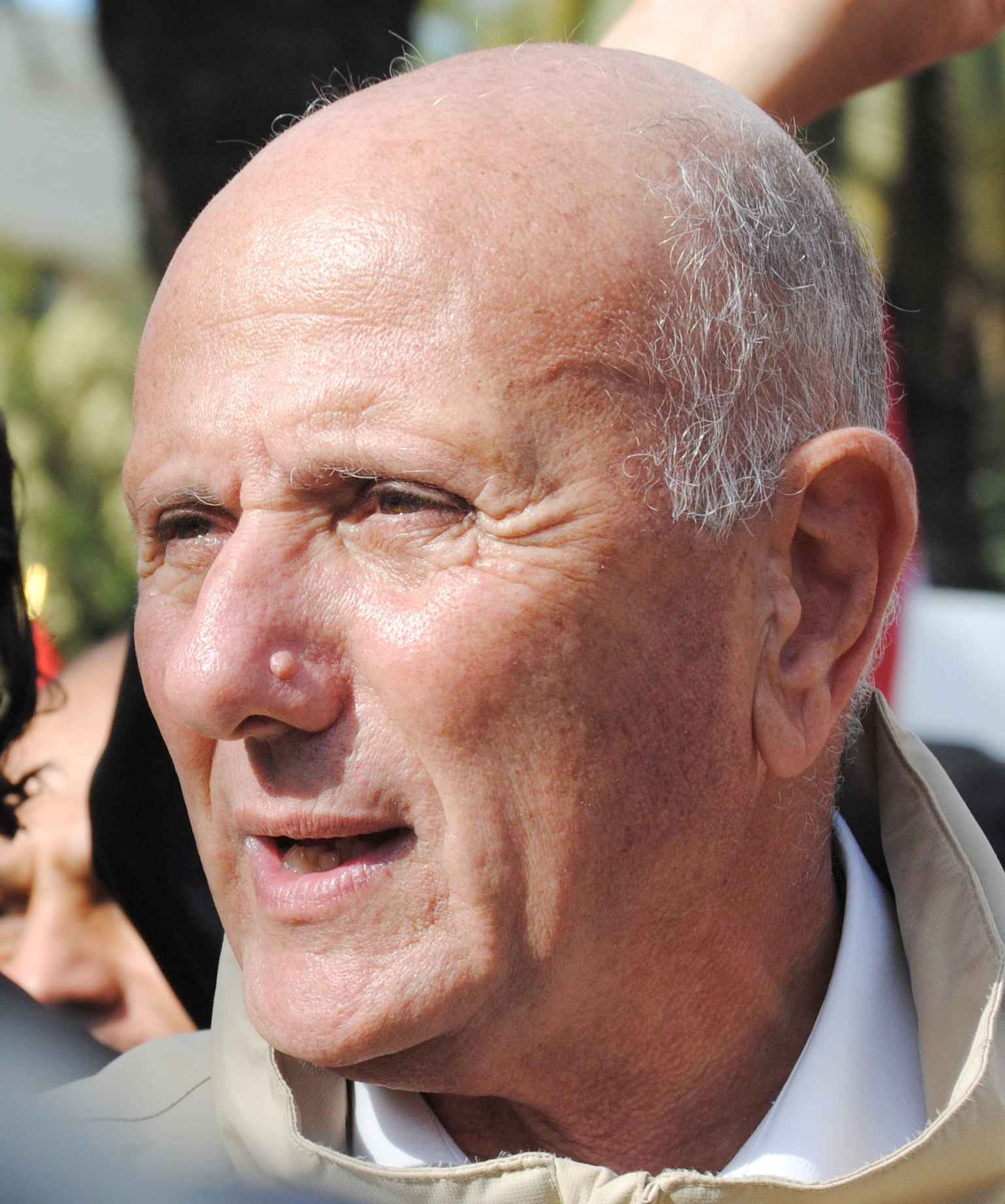
Ahmed Najib Chebbi.

- 1 juin, me président Saied limoge 57 juges qu'il accuse d'actes répréhensibles, notamment d'obstruction à des enquêtes, de corruption et d'adultère. Bien que le Tribunal administratif ait annulé 49 de ces révocations, le ministère de la Justice refuse de rétablir les juges dans leurs fonctions[8].
- 16 juin : pour la défense du pouvoir d'achat, l'Union générale tunisienne du travail (UGTT) appelle à une grève générale[7].
- 25 juillet : une nouvelle constitution est approuvée lors du référendum constitutionnel en Tunisie.
- 26 août : le Maroc rappelle son ambassadeur à Tunis à la suite de l'accueil réservé à Brahim Ghali, chef du Front Polisario, par le président tunisien Kaïs Saïed[7].
- 13 septembre : le président Kais Saied a promulgué le décret-loi n° 2022-54[9], relatif à la lutte contre les infractions liées aux systèmes d’information et de communication. Ce texte a été critiqué par les activistes et défenseurs des droits de la personne en Tunisie. Il s’inscrit dans une série de mesures adoptées par Saied après son coup d’État du 25 juillet 2021. L’approbation de ce décret a eu un impact sur la scène politique tunisienne, entraînant de multiples arrestations et procès[10] visant des militants politiques et des journalistes. Le décret a été dénoncé comme une menace[10] à la liberté d’expression et à l’activisme politique, considérés comme parmi les principaux acquis de la révolution tunisienne de 2011.
- 15 octobre : jugeant la politique du président responsable de la crise économique et financière, environ 2500 personnes manifestent à Tunis[7].
- 19 et 20 novembre : 18e sommet de la francophonie à Djerba.
- 17 décembre : élections législatives anticipées.

## Sports

### Aviron de plage
- Championnats d'Afrique d'aviron de plage sprint 2022

### Basket-ball
- Championnat de Tunisie masculin de basket-ball 2021-2022
- Championnat de Tunisie masculin de basket-ball 2022-2023
- Coupe de Tunisie masculine de basket-ball 2021-2022
- Coupe de Tunisie masculine de basket-ball 2022-2023

### Football
- Équipe de Tunisie de football à la Coupe du monde 2022
- Équipe de Tunisie de football en 2022
- Championnat de Tunisie de football 2021-2022
- Championnat de Tunisie de football 2022-2023
- Coupe de Tunisie de football 2021-2022
- Coupe de Tunisie de football 2022-2023
- Championnat de Tunisie de football de deuxième division 2021-2022
- Championnat de Tunisie de football de deuxième division 2022-2023
- Saison 2022-2023 du Club africain

### Handball
- Ligue des champions d'Afrique masculine de handball 2022
- Championnat de Tunisie masculin de handball 2021-2022
- Championnat de Tunisie masculin de handball 2022-2023
- Coupe de Tunisie masculine de handball 2021-2022
- Coupe de Tunisie masculine de handball 2022-2023

### Natation
- Championnats d'Afrique de natation 2022

### Tennis
- Tournoi de tennis de Tunisie (WTA 2022)

### Tir sportif
- Championnats d'Afrique de tir 2022

## Culture

### Cinéma
- Les Journées cinématographiques de Carthage 2022, 33e édition du festival, se déroulent du 29 octobre au 5 novembre 2022.
  - Tanit d'or : Les Révoltés d'Amil Shivji
  - Tanit d'argent : Sous les figues de Erige Sehiri
  - Tanit de bronze : Sharaf de Samir Nasr
- Amel et les Fauves (Streams), film tunisien réalisé par Mehdi Hmili (en) et sorti en 2022.
- Ashkal, film tunisien réalisé par Youssef Chebbi, sorti en 2022. Il remporte l'Antigone d'or, le prix de la critique et le prix de la meilleure musique au Festival du cinéma méditerranéen de Montpellier 2022.
- Harka, film franco-tunisien-luxembourgeois-belge-allemand-américain écrit et réalisé par Lotfy Nathan et sorti en 2022[11]. Le film est inspiré de l'auto-immolation de Mohamed Bouazizi qui déclenche la révolution tunisienne et le printemps arabe entre 2010 et 2011[12]. Il est présenté en avant-première dans la section Un certain regard du Festival de Cannes 2022, au terme duquel Adam Bessa remporte le prix de la meilleure performance[13].
- L'Île du pardon (arabe : جزيرة الغفران, Jazirat alghofran), film dramatique tunisien de Ridha Béhi sorti en 2022.
- Sous les figues (arabe : تحت الشجرة, soit Taht el shajara signifiant « Sous l'arbre »), film tunisien réalisé par Erige Sehiri et sorti en 2022.

### Littérature
- 21 mai : le Comar d'or est attribué à :
  - ouvrage en langue arabe : االسوياء (Al Asswya) de Mohamed Fattoumi et الكونبطا (La Cobanta) d'Abdejelil Dayekhi ;
  - ouvrage en langue française : En Pays assoiffé d'Emna Belhadj Yahia .

## Naissances en 2022
- Naissance en Tunisie en 2022

## Décès en 2022
- Décès en Tunisie en 2022